# Ratowice (Grande-Pologne)
Pour les articles homonymes, voir Ratowice.
Ratowice (prononcé en polonais : [ratɔˈvit͡sɛ]) est un village polonais de la gmina de Lipno dans la powiat de Leszno de la voïvodie de Grande-Pologne dans le centre-ouest de la Pologne.
Il se situe à environ 5 kilomètres au nord-est de Lipno (siège de la gmina), à 12 kilomètres au nord de Leszno (siège du powiat) et à 55 kilomètres au sud-ouest de Poznań (capitale régionale).

## Histoire
De 1975 à 1998, le village faisait partie du territoire de la voïvodie de Leszno.

Depuis 1999, Ratowice est situé dans la voïvodie de Grande-Pologne.